# Sam Johnson
Sam Johnson właściwie Samuel Robert Johnson (ur. 11 października 1930 w San Antonio, zm. 27 maja 2020 w Plano) – amerykański polityk, członek Partii Republikańskiej.

## Działalność polityczna
Od 1985 zasiadał w Texas House of Representatives. Następnie w okresie od 8 maja 1991 do 3 stycznia 2019 przez czternaście kadencji był przedstawicielem 3. okręgu wyborczego w stanie Teksas w Izbie Reprezentantów Stanów Zjednoczonych. 